# Musée des transports (Boston)
Pour les articles homonymes, voir Musée des transports.
Le musée des transports de Boston se trouve au 15 Newton Street, dans le quartier de Brookline. Ses collections de véhicules datant d'avant 1930, qui appartiennent à la famille Anderson, sont installées dans une réplique du château de Chaumont[Lequel ?].